# 雄柏山
雄柏山（ゆうはくざん）は、北海道の紋別郡滝上町と紋別郡遠軽町の2町にまたがる標高1,268.0mの山である。山頂には三等三角点「熊ノ沢中」が設置されている。

## 概要
チトカニウシ山から伸びる尾根上にある北見富士との中間に位置する。東に伸びる尾根には赤石山・辺留加峰が連なる。
山名は西に流れるオシラネップ川が由来で、「オシラ」に「雄柏」の漢字を当てたものである。川の名前はアイヌ語で「o-shiran-ne-p（河口・岩・である・もの（川））」を意味する。

## 登山
登山道はない。主なルートは無雪期（夏期）は道道617号から白幽林道を進むとゲートに到着しそこからは車両通行止めとなる。オシラネップトンネルまで進むか途中でカミオシラネップ川に下って雄柏山西側の尾根に取り付いて山頂へ至る。残雪期は北見峠からチトカニウシ山を登り稜線を歩いて雄柏山山頂へ至る。